# Fadia Farhani
Fadia Farhani (sinh ngày 5 tháng 2 năm 1996) là một học viên taekwondo người Tunisia.
Cô đã giành được huy chương đồng ở hạng cân tại Giải vô địch Taekwondo thế giới 2013, sau khi bị đánh bại bởi Anastasia Valueva trong trận bán kết. Thành tích của cô tại Giải vô địch Taekwondo châu Phi bao gồm huy chương vàng năm 2014 và 2016, và huy chương đồng năm 2018.